# الانتخابات الرئاسية التمهيدية للحزب الجمهوري 2020

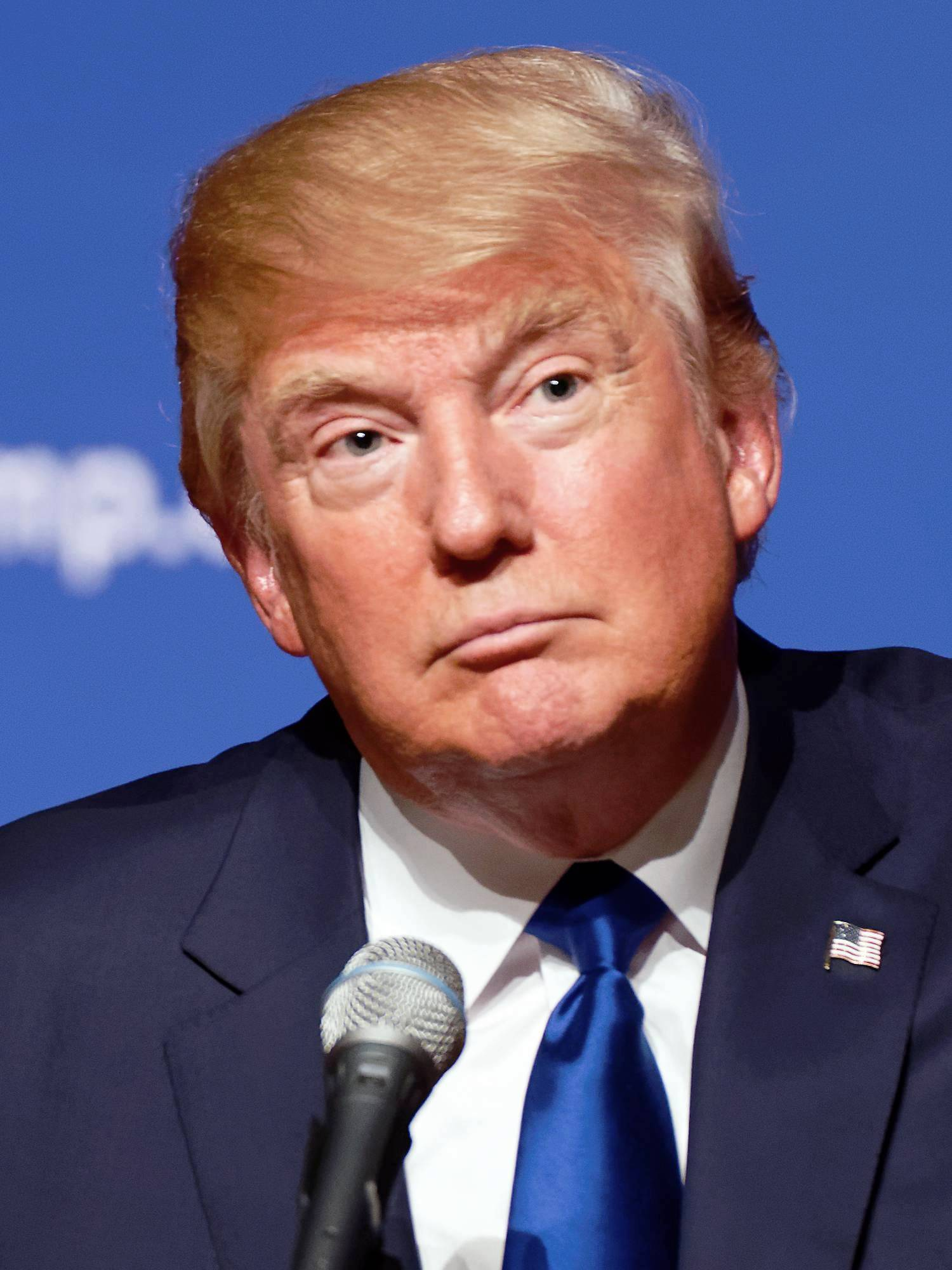

كانت الانتخابات التمهيدية والمؤتمرات الحزبية الرئاسية للحزب الجمهوري لعام 2020 عبارة عن سلسلة من المنافسات الانتخابية التي جرت في العديد من الولايات الأمريكية ومقاطعة كولومبيا وخمس تبعيات أمريكية لانتخاب معظم النواب البالغ عددهم 2,250 لإرسالهم إلى المؤتمر الوطني الجمهوري. يمكن انتخاب النواب إلى المؤتمر الوطني بطريقة أخرى عبر منظمات الحزب في الولاية المعنية. يصوت النواب إلى المؤتمر الوطني، عن طريق الاقتراع، لاختيار مرشح الحزب الجمهوري لرئاسة الولايات المتحدة في انتخابات عام 2020، إذ ستلتزم الأغلبية بنتائج منافسات الولاية الخاصة بها في الاقتراع الأول. ووافق النواب أيضًا على برنامج الحزب ومرشح نائب الرئيس.
أطلق الرئيس دونالد ترامب بشكل غير رسمي حملته لإعادة انتخابه في 18 فبراير 2017. وكان قد أطلقها في وقت أبكر من أي وقت اختاره أسلافه. تبعه حاكم ولاية ماساتشوسيتس السابق بيل ويلد الذي أعلن حملته الانتخابية في 15 أبريل 2019، وعضو الكونغرس السابق عن ولاية إلينوي جو والش الذي أعلن ترشحه في 25 أغسطس 2019. أطلق الحاكم السابق لولاية ساوث كارولينا وممثل الولايات المتحدة مارك سانفورد تحديًا أوليًا في 8 سبتمبر 2019. إضافة إلى ذلك، دخل رجل الأعمال روكي دي لا فوينتي السباق في 16 مايو 2019، إلا أنه لم يُعترف به على نطاق واسع كمرشح رئيسي حتى أوائل عام 2020، حين شُمل في العديد من استطلاعات الرأي للانتخابات التمهيدية.
في فبراير من عام 2019، صوتت اللجنة الوطنية للحزب الجمهوري على تقديم الدعم الكامل لترامب. قررت عدة ولايات إلغاء الانتخابات التمهيدية والمؤتمرات الحزبية. شُجعت الولايات الأخرى على استخدام نظامي «الفائز يأخذ كل شيء» أو «الفائز يأخذ الغالبية» لإقرار النواب بدلًا من استخدام التخصيص النسبي.
أصبح ترامب المرشح الجمهوري المفترض للرئاسة في 17 مارس 2020 بعد حصوله على غالبية النواب المتعهدين.

## نظرة عامة على سباق الانتخابات التمهيدية
تكهن العديد من النقاد والصحافيين والسياسيين بأن الرئيس دونالد ترامب قد يواجه منافسًا جمهوريًا قويًا في الانتخابات التمهيدية في عام 2020 بسبب افتقاره لشعبية تاريخية في استطلاعات الرأي وارتباطه بمزاعم التدخل الروسي في انتخابات الولايات المتحدة لعام 2016 وعزله ودعمه لسياسات لا تحظى بشعبية. في أغسطس من عام 2017، ظهرت تقارير في البداية تفيد بأن أعضاء الحزب الجمهوري كانوا يستعدون ل«حمْلة الظل» ضد الرئيس، وعلى وجه التحديد من الجناحين المعتدلين أو المؤسسين للحزب. قال سيناتور أريزونا آنذاك جون مكاين أن «الجمهوريين يرون ضعفًا في هذا الرئيس». عبرت سيناتور ولاية مين سوزان كولينز وسيناتور كنتاكي راند بول وحاكم ولاية نيوجرسي الأسبق كريس كريستي عن شكوكهم في عام 2017 أن ترامب سيكون مرشح عام 2020، وذكر كولينز «من الصعب جدًا البت في ذلك». ادعى السيناتور الأمريكي الأسبق جيف فليك في عام 2017 أن ترامب كان «يدعو» منافسًا في الانتخابات التمهيدية بالطريقة التي كان يحكم بها.
صرح بعض منتقدي ترامب البارزين داخل الحزب الجمهوري، ومن بينهم المرشحة الرئاسية لعام 2016 كارلي فيورينا والسيناتور الأسبق جيف فليك وحاكم ولاية ماساتشوسيتس الأسبق والسيناتور الأمريكي الحالي ميت رومني أنهم لن يخوضوا الانتخابات ضد ترامب للترشح في عام 2020.
في عام 2017، كانت هناك شائعات عن قائمة محتملة لمرشحين من الحزبين تتكون من حاكم ولاية أوهايو الجمهوري والمرشح الرئاسي لعام 2016 جون كاسيش وحاكم كولورادو الديمقراطي جون هيكنلوبر. نفى كاسيش وهيكنلوبر هذه الشائعات. إلأ أن كاسيش أكد في نوفمبر من عام 2018 أنه كان يفكر «بكامل الجدية» بالترشح للبيت الأبيض في عام 2020. في أغسطس من عام 2019، أشار إلى أنه لا يرى طريقًا للفوز على ترامب في الانتخابات التمهيدية للحزب الجمهوري في ذلك الوقت، إلا أن رأيه قد يتغير في المستقبل.
في 25 يناير 2019، وافقت اللجنة الوطنية للحزب الجمهوري على ترامب بشكل غير رسمي.
بعد إعادة تسجيله كعضو جمهوري في يناير 2019، أعلن الحاكم الجمهوري السابق لماساتشوستس والمرشح لمنصب نائب الرئيس الليبرتاري لعام 2016 بيل ويلد تشكيل لجنة استكشافية رئاسية لعام 2020 في 15 فبراير 2019. في 19 أبريل 2019 أعلن ويلد عن ترشحه للرئاسة لعام 2020. اعتُبر ويلد منافسًا بفرص نجاح ضئيلة بسبب شعبية ترامب لدى الجمهوريين، علاوة على ذلك، تتعارض آراء ويلد حول حقوق الإجهاض وزواج المثليين وتشريع الماريوانا وغيرها من القضايا مع المواقف المحافظة اجتماعيًا المهيمنة في الحزب الجمهوري الحديث. انسحب ويلد من السباق في 18 مارس 2020 بعد أن حصل ترامب على عدد كافٍ من النواب لضمان الترشح.
كان ممثل الولايات المتحدة الأسبق جون والش من أشد المؤيدين لترامب في عام 2016، إلا أنه أخذ ينتقد الرئيس تدريجيًا. في 25 أغسطس 2019، أعلن والش رسميًا ترشحه ضد ترامب واصفًا إياه ب«رجل محتال غير لائق». ثم أنهى حملته في 7 فبراير 2020، بعد أداء ضعيف في المؤتمرات الحزبية لآيوا. وصف والش الحزب الجمهوري ب«طائفة» وقال إنه سيدعم على الأرجح المرشح الديمقراطي في الانتخابات العامة.
أعلن حاكم ساوث كارولينا الأسبق وممثل الولايات المتحدة الأسبق مارك سانفورد رسميًا ترشحه في 8 سبتمبر، إلا أنه علّق حملته بعد شهرين في 12 نوفمبر 2019 بعد فشله في جذب اهتمام كبير من الناخبين.
على الرغم من أن معارضته كانت اسمية بجزئها الأكبر، ما يزال ترامب يخوض حملته خلال الموسم التمهيدي هذا، ويعقد التجمعات في انتخابات فبراير التمهيدية وولاية الثلاثاء الكبير.
فاز الرئيس بكل انتخابات تمهيدية بفوارق كبيرة وحصل على الترشح بعد فترة وجيزة من انتهاء انتخابات الثلاثاء الكبير التمهيدية. في حين أن النتائج لم تكن موضع شك، لم تكن الانتخابات التمهيدية خالية من الجدل. أجلت عدة ولايات انتخاباتها التمهيدية\مؤتمراتها الحزبية بسبب جائحة فيروس كورونا في الولايات المتحدة الأمريكية 2020، واستمرت ولايات أخرى بالتصويت الشخصي في حين لم تشجع مزاعم ترامب حول الاحتيال المتعلق بالتصويت عبر البريد الإلكتروني توسيع وتعزيز هذا التصويت.

## المرشحون
المرشحان الرئيسيان التاليان إما (أ) تقلدوا مناصب عامة (ب) شُملوا في ما لا يقل عن خمسة استطلاعات وطنية مستقلة أو (ج) حصلوا على تغطية إعلامية كبيرة.

### المرشح المفترض
| الاسم        | الولادة                               | الخبرة                                | الولاية الأم | تاريخ الإعلان | تاريخ سحب الحملة         | مندوبون مرتبطون العد الميسر العد الصلب | الأصوات الشعبية |
| دونالد ترامب | 14 يونيو 1946 (74 عام) كوينز، نيويورك | رئيس الولايات المتحدة (2017-حتى الآن) | فلوريدا      | 18 يونيو 2019 | ضمان الترشح 17 مارس 2020 | 2,310 (90.59%) 2,339 (91.73%)          | 18,100,729      |

### مرشحون آخرون
| الاسم             | الولادة                                       | الخبرة                                                                        | الولاية الأم | تاريخ إعلان الحملة | مندوبون مرتبطون العد الميسر العد الصلب | الأصوات الشعبية |
| روكي دي لا فوينتي | 10 أكتوبر 1954 (65 عام) سان دييغو، كاليفورنيا | رجل أعمال ومطور عقاري مرشح إصلاحي للرئاسة في عام 2016 ومرشح جانبي في عام 2020 | كاليفورنيا   | 16 مايو 2019       | 0 (0%) 0 (0%)                          | 101,552 (0.54)  |

تقدم أكثر من 150 مرشح ممن لم يستوفوا المعايير ليعتبروا «رئيسيين» بطلبات أيضًا إلى لجنة الانتخاب الفيدرالية للترشح للرئاسة في انتخابات الحزب الجمهوري التمهيدية.
كان هناك حملات نشطة لأفراد بارزين آخرين لم يستوفوا المعايير لأن يصبحوا مرشحين رئيسيين: